# Бюсси-ле-Гран
Бюсси́-ле-Гран (фр. Bussy-le-Grand) — коммуна во Франции, находится в регионе Бургундия. Департамент коммуны — Кот-д’Ор. Входит в состав кантона Венаре-Ле-Лом. Округ коммуны — Монбар.
Код INSEE коммуны — 21122.

## Население
Население коммуны на 2010 год составляло 317 человек.
| 1962 | 1968 | 1975 | 1982 | 1990 | 1999 | 2010 |
| ---- | ---- | ---- | ---- | ---- | ---- | ---- |
| 419  | 367  | 312  | 298  | 246  | 267  | 317  |

## Экономика
В 2010 году среди 179 человек трудоспособного возраста (15—64 лет) 142 были экономически активными, 37 — неактивными (показатель активности — 79,3 %, в 1999 году было 73,8 %). Из 142 активных жителей работали 137 человек (81 мужчина и 56 женщин), безработных было 5 (2 мужчин и 3 женщины). Среди 37 неактивных 9 человек были учениками или студентами, 17 — пенсионерами, 11 были неактивными по другим причинам.